# Parasympathicolyticum
Een parasympathicoliticum (oftewel anticholinergicum of acetylcholinereceptor-antagonist) is een geneesmiddel dat de prikkeloverdracht in het motorische zenuwstelsel remt.

## Werking
De prikkeloverdracht in het motorische zenuwstelsel wordt door deze antagonisten geremd doordat de stof zich bindt aan de receptoren voor de agonist acetylcholine (een neurotransmitter) en zo de respons van de acetylcholinereceptoren (deels) blokkeert.
De term parasympathico-liticum betekent dat het middel de parasympathicus 'verdooft'.

## Behandeling
Deze medicijnen worden ingezet voor:
- verminderen van spierstijfheid en bewegingsarmoede bij bijvoorbeeld parkinsonisme (o.a. het geneesmiddel biperideen)
- urine-incontinentiemiddel
- bronchodilatator (om de luchtpijpvertakkingen (bronchiën) wijder te maken; bronchodilatatie)

## Anticholinerge werking
De anticholinerge werking van geneesmiddelen kan zowel gewenst als ongewenst zijn. Ongewenste anticholinerge effecten zijn: accommodatiestoornissen, niet kunnen urineren, een droge mond en/of ogen, obstipatie, onrust en verwardheid.